# Hipoepa biangulata
Hipoepa biangulata là một loài bướm đêm trong họ Noctuidae.